# Marco Borsato
Pour les articles homonymes, voir Borsato.
Marco Roberto Borsato, né le 21 décembre 1966 à Alkmaar, est un chanteur et acteur néerlando-italien. Il a commencé à chanter en italien puis en néerlandais en 1994. C'est à cette époque qu'il est sorti de l'anonymat. Il est l'un des artistes les plus récompensés et les plus rentables des Pays-Bas au cours des vingt dernières années.

## Biographie
Marco est né à l'hôpital Wilhelmina à Alkmaar. Il est le fils de Roberto Borsato et Mary de Graaf. Il a un frère, Armando et une sœur, Sylvana. La famille déménage en Italie où le père ouvre un restaurant à Garda. Marco a vécu très longtemps en Italie et parle couramment l'italien.
Marco débute comme chanteur après avoir gagné le télé-crochet néerlandais Soundmixshow (en) le 7 avril 1990 avec son interprétation de At This Moment de Billy Vera (en).
Il a fait trois albums en italien, avant de connaître le succès avec son 1er album en néerlandais Marco et son single Dromen zijn bedrog qui a atteint la première place des classements aux Pays-Bas — où il y est resté pendant douze semaines — et en Belgique. Le deuxième single de l'album Waarom nou jij a également atteint la première place du Top 40 néerlandais.
En 2011, il devient juré de The Voice of Holland et la version néerlandaise de The Voice Kids. En 2016, il est candidat de Het Perfecte Plaatje.
En 2019, il sort une chanson avec Davina Michelle et Armin van Buuren intitulée Hoe het danst, qui a battu des records aux Pays-Bas et en Belgique et a réussi à recevoir une couverture internationale.

## Vie privée
Depuis 1998, il est l'époux de l'actrice Leontine Borsato. De cette union naissent trois enfants : les acteurs Luca Borsato et Senna Borsato, puis l'actrice et chanteuse Jada Borsato.

## Autres fonctions
Marco est depuis 1998 ambassadeur de l'association humanitaire War Child Nederland. Il la soutient financièrement et en se rendant sur place pour voir les projets, notamment en Sierra Leone et en Afghanistan.

## Prix et distinctions
- 1990 : Gagnant du Soundmixshow
- 1995 à 2009 : 12 Edisons (en), dont 5 pour le meilleur chanteur
- 1996 à 2006 : 20 TMF Awards, dont 15 pour le meilleur chanteur
- 1997 à 2000 : 5 Hitkrant Awards, dont 2 pour le meilleur chanteur
- 1997 : Un prix de la Pop du Buma Cultuur (en)
- 1999 : Une Harpe dorée (en) avec John Ewbank (en)
- 2000 : Distinction pour le meilleur album (Luid en duidelijk) et meilleur chanteur
- 2002 : Prix Rembrant pour le meilleur chanteur
- 2004 : Distinction de la Maison royale néerlandaise (pour sa contribution dans la musique néerlandaise et son implication dans la société humanitaire War Child)
- 2004 à 2005 : 2 TMF Awards Belges
- 2006 à 2007 : 3 3FM Awards dont celui du meilleur chanteur
- 2010 : Lifetime Achievement Award
- 2011 : 100% NL Award (Artiste de l'année)
- 2011 : Prix Majoor Bosshardt

## Discographie

### Albums

#### Albums studio
| Titre                                                             | Détails                                                                               | Meilleur classement | Meilleur classement | Ventes                 | Certifications                           |
| Titre                                                             | Détails                                                                               | BEL (FLA)           | P-B                 | Ventes                 | Certifications                           |
| ----------------------------------------------------------------- | ------------------------------------------------------------------------------------- | ------------------- | ------------------- | ---------------------- | ---------------------------------------- |
| Emozioni                                                          | - Sortie : 3 mars 1990 - Label : Polydor - Formats : CD, cassette, LP                 | —                   | 78                  |                        |                                          |
| Sento                                                             | - Sortie : 17 décembre 1991 - Label : Polydor - Formats : CD, cassette, LP            | —                   | —                   |                        |                                          |
| Giorno per giorno                                                 | - Sortie : 27 octobre 1992 - Label : Polydor - Formats : CD, cassette                 | —                   | —                   |                        |                                          |
| Marco                                                             | - Sortie : 17 septembre 1994 - Label : Polydor - Formats : CD, cassette               | 7                   | 2                   | - : 25 000 - : 400 000 | - NVPI : 4 × Platine                     |
| Als geen ander                                                    | - Sortie : 4 octobre 1995 - Label : Polydor - Formats : CD, cassette                  | 9                   | 1                   | - : 25 000 - : 400 000 | - NVPI : 4 × Platine - BEA : Platine     |
| De waarheid                                                       | - Sortie : 15 janvier 1997 - Label : Polydor - Formats : CD, cassette                 | 1                   | 1                   | - : 50 000 - : 700 000 | - NVPI : 7 × Platine - BEA : Platine     |
| De bestemming                                                     | - Sortie : 20 août 1998 - Label : Polydor - Formats : CD, cassette                    | 1                   | 1                   | - : 25 000 - : 500 000 | - NVPI : 5 × Platine - BEA : Or          |
| Luid en duidelijk                                                 | - Sortie : 8 janvier 2000 - Label : Polydor - Formats : CD, cassette                  | 1                   | 1                   | - : 25 000 - : 400 000 | - NVPI : 5 × Platine - BEA : Or          |
| Wit licht                                                         | - Sortie : 19 septembre 2008 - Label : Universal Music - Formats : CD, téléchargement | 1                   | 1                   | - : 30 000 - : 180 000 | - NVPI : 3 × Platine - BEA : Platine     |
| Dromen durven delen                                               | - Sortie : 19 novembre 2010 - Label : Universal Music - Formats : CD, téléchargement  | 1                   | 1                   | - : 40 000 - : 200 000 | - NVPI : 4 × Platine - BEA : 2 × Platine |
| Duizend spiegels                                                  | - Sortie : 22 novembre 2013 - Label : Universal Music - Formats : CD, téléchargement  | 2                   | 1                   | - : 20 000 - : 100 000 | - NVPI : 2 × Platine - BEA : Platine     |
| Evenwicht                                                         | - Sortie : 20 novembre 2015 - Label : Universal Music                                 | 2                   | 2                   | - : 10 000 - : 150 000 | - NVPI : 3 × Platine - BEA : Or          |
| Thuis                                                             | - Sortie : 17 novembre 2017 - Label : Universal Music - Formats : CD, téléchargement  | 2                   | 1                   | - : 50 000             | - NVPI : Platine                         |
| « — » indique que l'album n'est pas sorti ou classé dans le pays. |                                                                                       |                     |                     |                        |                                          |

#### Compilations
| Titre                                                             | Détails                                   | Meilleur classement | Meilleur classement | Ventes                  | Certifications                           |
| Titre                                                             | Détails                                   | BEL (FLA)           | P-B                 | Ventes                  | Certifications                           |
| ----------------------------------------------------------------- | ----------------------------------------- | ------------------- | ------------------- | ----------------------- | ---------------------------------------- |
| Onderweg                                                          | - Sortie : 25 mars 2001 - Label : Polydor | 1                   | 1                   | - : 100 000 - : 240 000 | - NVPI : 3 × Platine - BEA : 5 × Platine |
| « — » indique que l'album n'est pas sorti ou classé dans le pays. |                                           |                     |                     |                         |                                          |

#### Albums vidéo
| Titre                                                             | Détails                                        | Meilleur classement | Meilleur classement | Ventes                 | Certifications                   |
| Titre                                                             | Détails                                        | BEL (FLA)           | P-B                 | Ventes                 | Certifications                   |
| ----------------------------------------------------------------- | ---------------------------------------------- | ------------------- | ------------------- | ---------------------- | -------------------------------- |
| Zien                                                              | - Sortie : 18 mars 2002 - Label : Polydor      | 1                   | 1                   | - : 320 000            | - NVPI : 4 × Platine             |
| Zien: Live in de Kuip 2004                                        | - Sortie : 15 octobre 2004 - Label : Polydor   | 1                   | 1                   | - : 80 000             | - NVPI : Platine - BEA : Platine |
| Symphonica in Rosso                                               | - Sortie : 1er décembre 2006 - Label : Polydor | 1                   | 1                   | - : 15 000 - : 320 000 | - NVPI : 4 × Platine - BEA : Or  |
| « — » indique que l'album n'est pas sorti ou classé dans le pays. |                                                |                     |                     |                        |                                  |

### Singles
| Année | Single                             | Position Classement | Position Classement | Album                 |
| Année | Single                             | NL                  | BEL                 | Album                 |
| ----- | ---------------------------------- | ------------------- | ------------------- | --------------------- |
| 1990  | "Emozione / At This Moment"        | 4                   | -                   | Emozioni              |
| 1990  | "Una donna cosi"                   | 29                  | -                   | Emozioni              |
| 1991  | "Sento"                            | 43                  | -                   | Sento                 |
| 1992  | "Un po' bambino"                   | 37                  | -                   | Giorno per giorno     |
| 1994  | "Dromen zijn bedrog"               | 1                   | 41                  | Marco                 |
| 1994  | "Waarom nou jij"                   | 1                   | 4                   | Marco                 |
| 1995  | "Je hoeft niet naar huis vannacht" | 9                   | 19                  | Als geen ander        |
| 1995  | "You've Got a Friend"              | 3                   | -                   | -                     |
| 1995  | "Kom maar bij mij"                 | 20                  | 48                  | Als geen ander        |
| 1996  | "Ik leef niet meer voor jou"       | 8                   | 17                  | Als geen ander        |
| 1996  | "Vrij zijn / Margherita"           | 3                   | -                   | Als geen ander        |
| 1996  | "De waarheid"                      | 2                   | 29                  | De waarheid           |
| 1997  | "Wereld zonder jou"                | 3                   | -                   | De waarheid           |
| 1998  | "De bestemming"                    | 1                   | 12                  | De bestemming         |
| 1998  | "Het water / De speeltuin"         | 10                  | -                   | De bestemming         |
| 1999  | "Binnen"                           | 1                   | 38                  | Luid en duidelijk     |
| 2000  | "Wat is mijn hart"                 | 16                  | -                   | Luid en duidelijk     |
| 2001  | "Lopen op het water"               | 1                   | 1                   | Onderweg              |
| 2002  | "Zij"                              | 11                  | 12                  | Onderweg              |
| 2003  | "Afscheid nemen bestaat niet"      | 1                   | 1                   | Zien                  |
| 2004  | "Voorbij"                          | 1                   | 2                   | Zien                  |
| 2004  | "Wat zou je doen?"                 | 1                   | -                   | Zien: Live in de Kuip |
| 2004  | "Laat me gaan"                     | -                   | 29                  | Zien                  |
| 2006  | "Because we believe"               | 1                   | 4                   | Amore                 |
| 2006  | "Rood"                             | 1                   | 1                   | -                     |
| 2006  | "Everytime I Think of You"         | 1                   |                     | The Same Side         |
| 2008  | "Wit Licht"                        | 1                   | 3                   | Wit Licht             |
| 2008  | "Stop de Tijd"                     | 1                   | 3                   | Wit Licht             |
| 2008  | "Dochters"                         | 1                   | 23                  | Wit Licht             |
| 2010  | "Schouder aan schouder"            | 2                   | NR                  | Dromen durven delen   |
| 2010  | "Waterkant"                        | 9                   | NR                  | Dromen durven delen   |
| 2010  | "Kerstmis"                         | 11                  | NR                  | Dromen durven delen   |
| 2011  | "Dichtbij"                         | 29                  | NR                  | -                     |
| 2011  | "Kom maar op"                      | 29                  | NR                  | -                     |